# Kobayakawa Kiyoshi
 (décembre 2022).
Kobayakawa Kiyoshi (小早川 清 ()), né à Fukuoka en 1899 et mort à Tokyo en 1948, est un artiste et peintre japonais appartenant à l’école Shin-Hanga.

## Biographie
Kobayakawa Kiyoshi naît en 1899 à Fukuoka. Il y étudie aux côtés de Ueda Tekkō, un artiste bunjin-ga, puis emménage à Tokyo où il suit l'enseignement de Kaburaki Kiyokata et se spécialise dans les Bijin-ga, les représentations de beautés féminines. 
Il expose à partir de 1918. Son tableau Okiku de Nagasaki lui vaut son premier succès en 1924. Il se démarque progressivement du style traditionnel pour des représentations de jeunes filles modernes comme Tipsy. On lui attribue avec certitude treize estampes seulement, dont six auto-éditées.

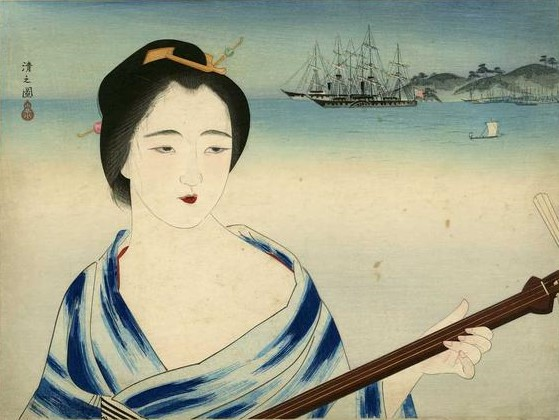
Okichi de Shimoda
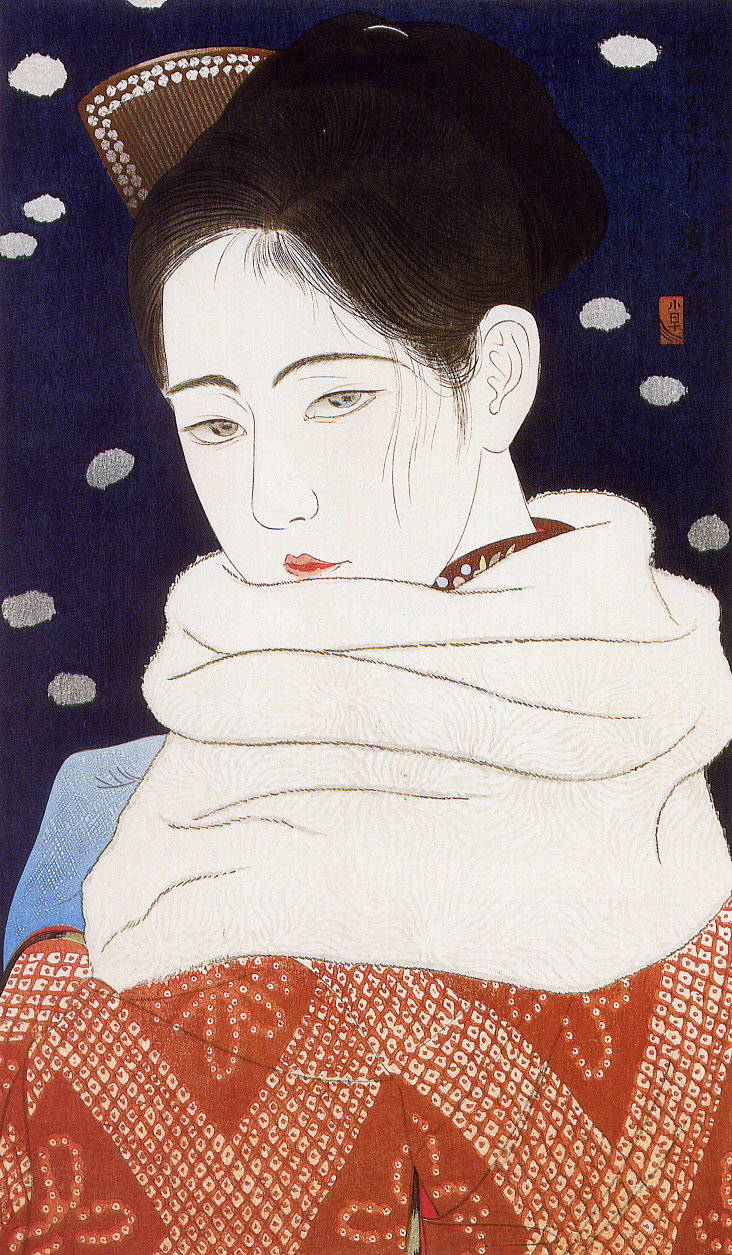
Les Yeux
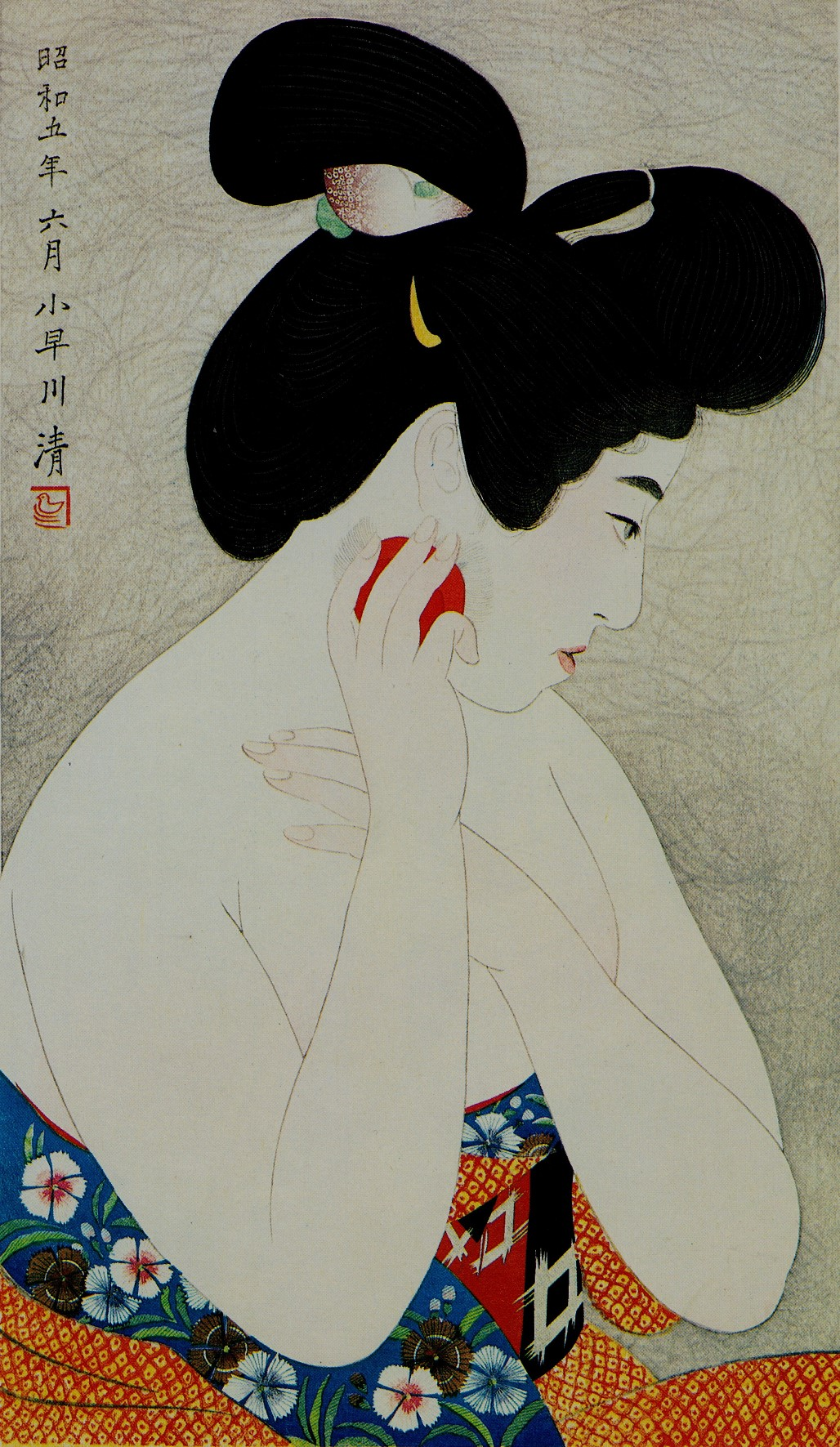
Maquillage
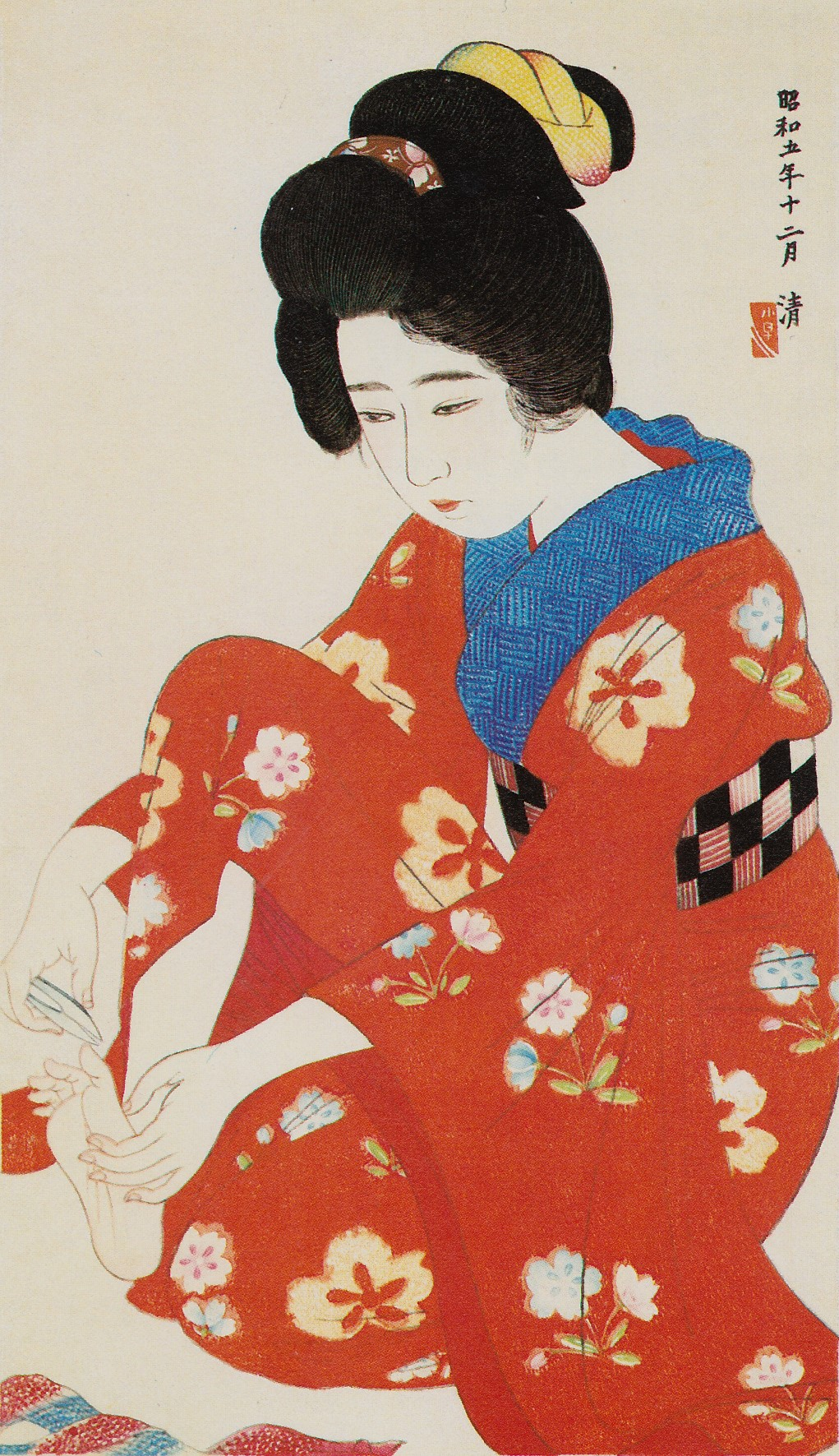
Les Ongles
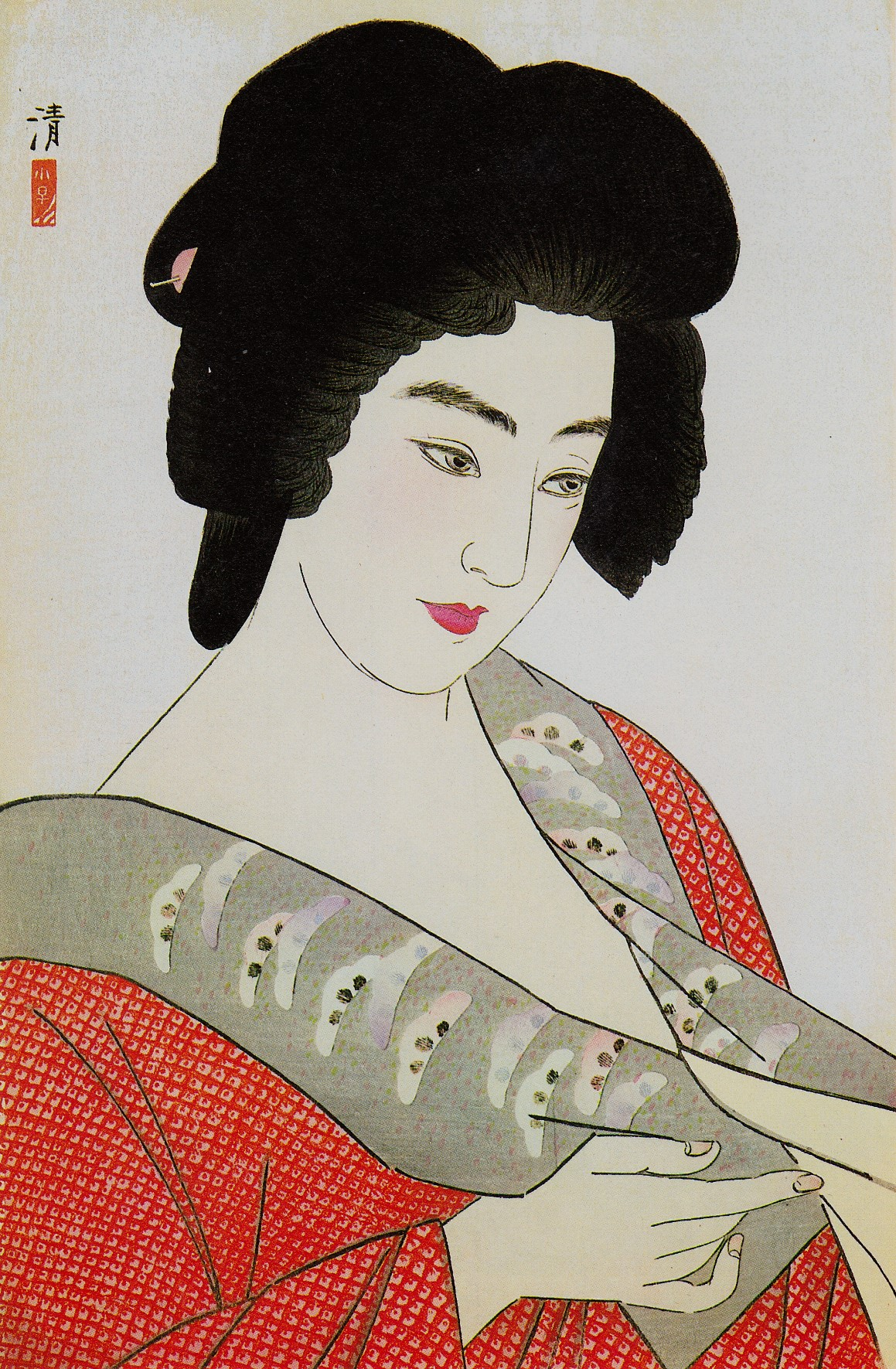
La Jeunesse